# Günther Detert

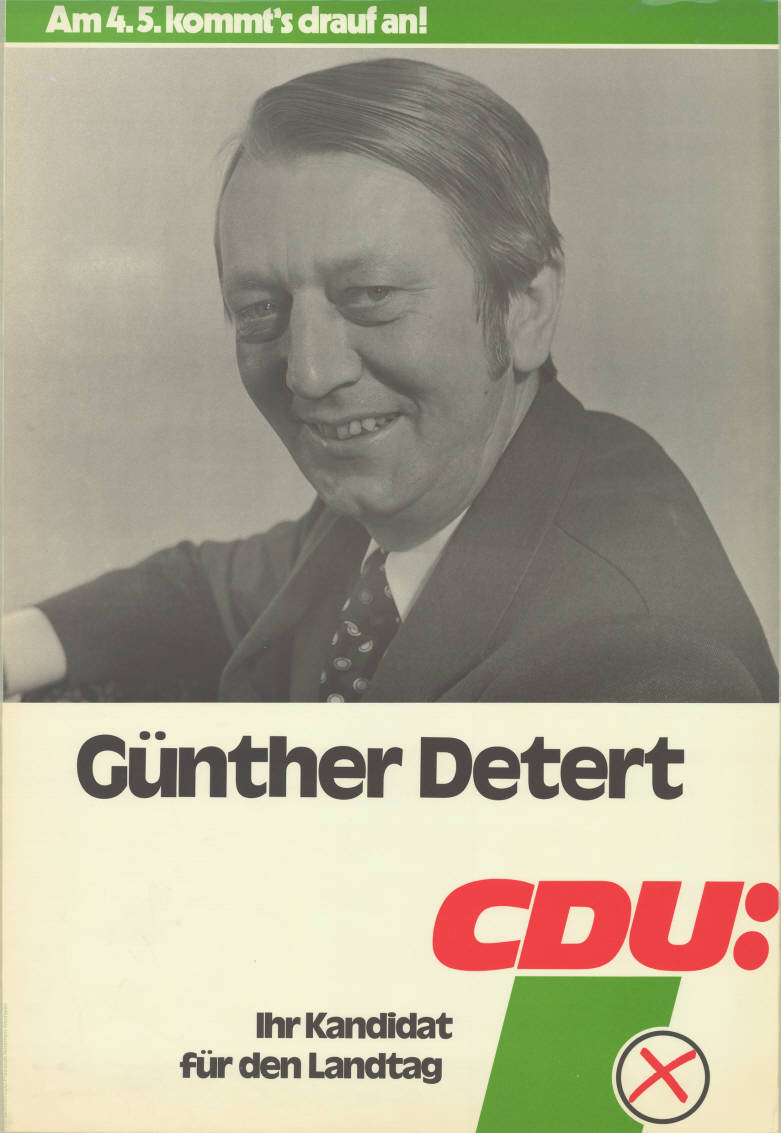
Kandidatenplakat zur Landtagswahl in Nordrhein-Westfalen 1975

Günther Detert (* 6. Januar 1929 in Driesen; † 10. August 2001) war ein deutscher Politiker (CDU), unter anderem Bürgermeister von Wesel und Mitglied des Landtags von Nordrhein-Westfalen.

## Ausbildung und Beruf
Günther Detert schloss 1946 die Realschule mit der Mittleren Reife ab. Danach machte er eine Verwaltungslehre, die er mit der Verwaltungsprüfung 1948 beendete. Danach besuchte er die Verwaltungs- und Sparkassenschule und legte die erste und zweite Verwaltungsprüfung ab. Von 1945 bis 1951 erstreckte sich seine Ausbildung und Tätigkeit bei der Kreishandwerkerschaft Schleswig. 1951 wurde er für die Kreishandwerkerschaft Wesel, zuletzt als Hauptgeschäftsführer tätig. Ab 1975 wurde er gemäß Landesrechtsstellungsgesetz in den einstweiligen Ruhestand versetzt, ab 1980 schied er aus dem Amt nach § 32 AbgG NW aus. Deters war zudem Verwaltungsratsvorsitzender der Verbandssparkasse Wesel.

## Politik
Günther Detert war seit 1964 Mitglied der CDU. Mitglied des Stadtverbandsvorstandes der CDU Wesel war er ab 1968. Von 1970 bis 1975 war er Mitglied des Kreisvorstandes der CDU Rees und Mitglied des Kreistages Rees von 1964 bis 1969. Detert wurde 1969 Mitglied des Rates der Stadt Wesel und von 1969 bis 1979 fungierte er als Bürgermeister.
Günther Detert war vom 28. Mai 1975 bis zum 29. Mai 1985 Mitglied des 8. und 9. Landtages von Nordrhein-Westfalen für den Wahlkreis 080 Rees bzw. für den Wahlkreis 063 Wesel II.